# Diablo Swing Orchestra
Diablo Swing Orchestra – szwedzki zespół muzyczny wykonujący avant-garde metal. Powstał w 2003 roku w Sztokholmie.

## Dyskografia
- Borderline Hymns (EP, 2003, wydanie własne)[3]
- The Butcher's Ballroom (2006, Gillioutine Grooves, Candlelight Records)[4]
- Sing Along Songs for the Damned & Delirious (2009, Sensory Records, Ascendance Records)[5]
- Pandora's Piñata (2012, Sensory Records, Candlelight Records)[6]
- Pacifisticuffs (2017)[7]
- Swagger & Stroll Down The Rabbit Hole (2021)[8]

## Teledyski
- "Black Box Messiah" (2013, reżyseria: Klas Hjertberg, "Montanha Coração")[9]